# Giorgio Cattini
Giorgio Cattini (Novellara, 11 febbraio 1956) è un ex cestista italiano.

## Carriera
Ha giocato in Serie A1 vestendo le maglie della Pallacanestro Varese e della Pallacanestro Cantù. Con Cantù ha vinto: 2 Coppe dei Campioni (1982 e 1983), 2 Coppe Intercontinentali (1975 e 1982), 2 Coppe delle Coppe (1977 e 1981), 3 Coppe Korać (1973, 1974 e 1975) e 2 scudetti (1975 e 1981).

## Palmarès
- Campionato italiano: 2

Pall. Cantù: 1974-75, 1980-81
- Coppa dei Campioni: 2

Pall. Cantù: 1981-82, 1982-83
- Coppa Korać: 3

Pall. Cantù: 1973, 1973-74, 1974-75
- Coppa Intercontinentale: 2

Pall. Cantù: 1975, 1982
- Coppa delle Coppe: 2

Pall. Cantù: 1976-77, 1980-81